# Wissadula
Wissadula é um género botânico pertencente à família Malvaceae.